# Gauche Wood Cemetery
Gauche Wood Cemetery is een Britse militaire begraafplaats met gesneuvelden uit de Eerste Wereldoorlog, gelegen in de Franse gemeente Villers-Guislain (Noorderdepartement).  De begraafplaats werd ontworpen door William Cowlishaw en ligt vlak bij de zuidelijke rand van het Bois Gaucher, aan een onverharde landweg op 1,2 km ten westen van het centrum van Villers (Église Saint-Géry). 
Ze heeft een rechthoekig grondplan met een oppervlakte van 235 m² en wordt omsloten door een natuurstenen muur, afgedekt met rechtopstaande breukstenen. 
Het Cross of Sacrifice staat centraal dicht bij de zuidelijke muur. De toegang in de noordelijke hoek bestaat uit een enkelvoudig metalen hek. De graven liggen in twee evenwijdige rijen centraal in de lengteas van het terrein. De begraafplaats wordt onderhouden door de Commonwealth War Graves Commission.
Er liggen 48 Britse gesneuvelden begraven waaronder 5 niet geïdentificeerde.

## Geschiedenis
Villers-Guislain werd bezet door Britse troepen vanaf april 1917 tot aan de Duitse tegenaanvallen (in de Slag bij Cambrai) eind november 1917. Op 30 november en 1 december werd het dorp, ondanks hevige aanvallen van de Guards Division en tanks, door de Duitsers veroverd. Uiteindelijk verlieten de Duitse troepen na zware gevechten op 30 september 1918 het dorp.
Het bos (Bois Gaucher) dat ten westen van het dorp lag, werd op 1 december 1917 ingenomen door de Guards Division, Indian Cavalry en tanks. Op 21 maart 1918 werd het bos tijdens het Duitse lenteoffensief hardnekkig verdedigd door de South African Brigade. 
De begraafplaats werd op 6 en 7 oktober 1918 door de 21st Division Burial Officer (deze officier was verantwoordelijk voor de registratie en begraving van de gesneuvelden) aangelegd.